# Birobidzhán
Birobidzhán o Birobiyán (en ruso: Биробиджа́н, en yidis: ביראָבידזשאן‎) es la capital del Óblast Autónomo Hebreo, en Rusia.

## Geografía

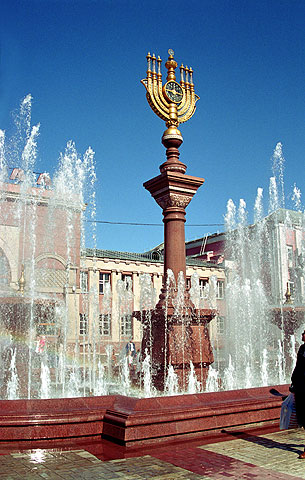
La plaza principal

Está situado en los márgenes de los ríos Bira y Bidzhán, cerca de la frontera con la República Popular China y del ferrocarril Transiberiano. Según el censo ruso de 2002, contaba con 77.250 habitantes.
Los visitantes pueden ver una ciudad sorprendentemente verde. Hay mucha industria ligera.

## Educación
La ciudad cuenta con dos instituciones de educación superior: El Instituto Pedagógico de Birobidzhán y la Universidad Estatal del Amur Sholem Aleijem (en ruso: Приамурский государственный университет имени Шолом-Алейхема), anteriormente Instituto Pedagógico Estatal de Birobidzhán, es una universidad estatal rusa, la única con sede en el Óblast autónomo Hebreo. Lleva el nombre del escritor en idioma yidis Sholem Aleijem.
La Universidad Estatal del Amur Sholem Aleijem, trabaja en colaboración con la comunidad religiosa local. La base del curso de formación es el estudio del idioma hebreo, la historia, y los textos clásicos judíos. La ciudad ahora cuenta con varias escuelas estatales que enseñan yidis, así como una facultad de educación superior, una escuela que enseña la religión judía, y un jardín de infancia. De los cinco a los siete años, los niños estudian para aprender a hablar en yidis, además aprenden canciones, danzas y tradiciones hebreas.
La escuela Menorá fue creada en 1991, es una escuela pública que ofrece enseñanza en los idiomas yidis y hebreo, para aquellos padres que así lo elijan. El Instituto Pedagógico de Birobidzhán ofrece cursos de yidis. Las escuelas públicas de la ciudad enseñan la tradición judía y el idioma yidis.

## Transporte

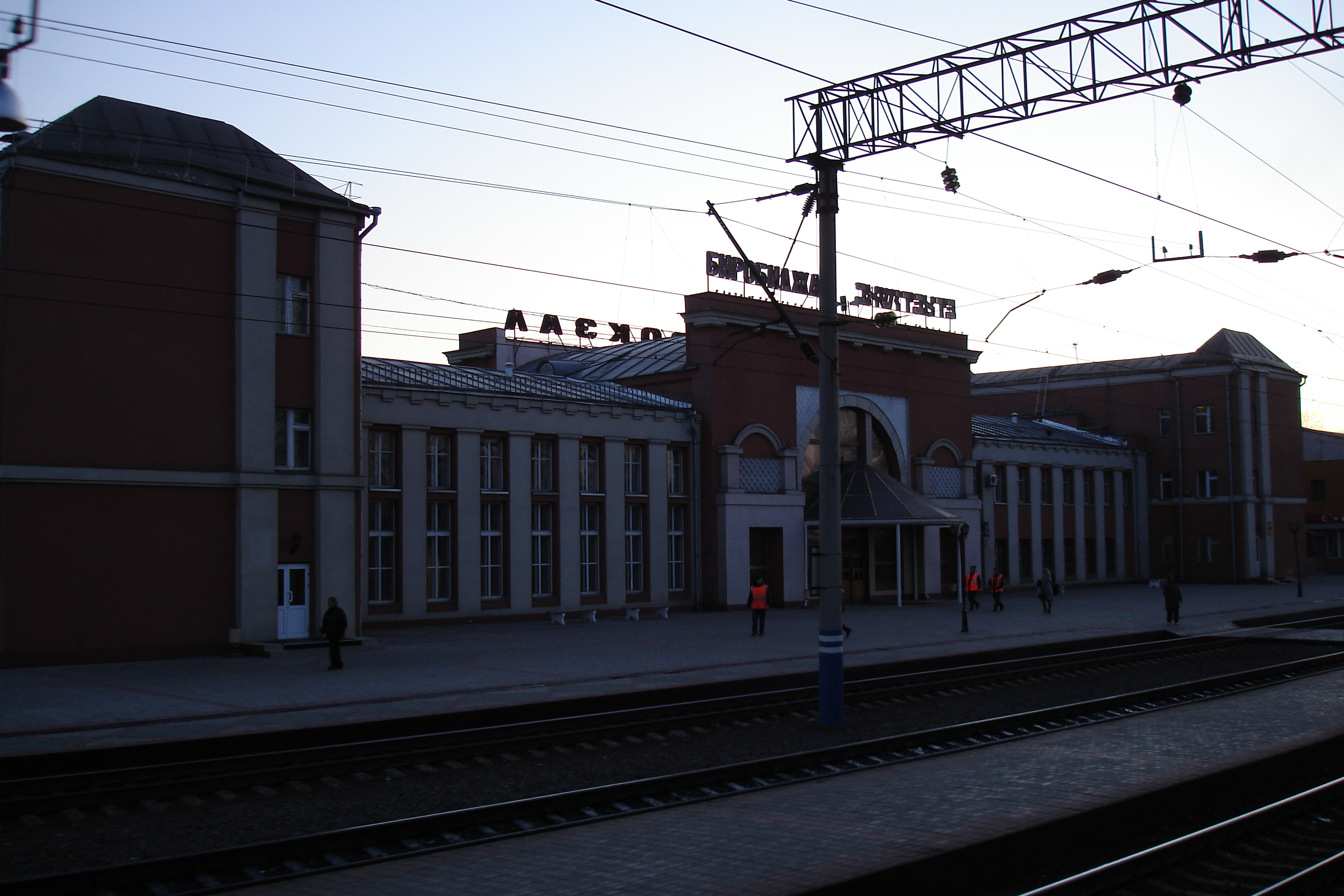
Estación de Birobidzhán

Birobidzhán es una parada importante en la ruta del ferrocarril Transiberiano, situada entre las paradas de Chitá y Jabárovsk.